# Friedrich Blumberger (Pädagoge)
Friedrich Blumberger (* 24. Oktober 1849 in Kreuznach, als Karl August Blumberger; † 30. Oktober 1919 in Köln) war ein deutscher Pädagoge und Schriftsteller.

## Leben und Wirken
Blumberger verließ mit dem Abitur 1869 das Gymnasium zu Creuznach, dem heutigen Gymnasium an der Stadtmauer, um sein naturwissenschaftliches Studium an der Rheinischen Friedrich-Wilhelms-Universität Bonn  aufzunehmen. 1873 legte er an der philosophischen Fakultät seine der mathematischen Physik zuzuordnenden Dissertation vor. 1874 schloss er mit Erreichen des Staatsexamens und der Lehrbefähigung für die Fächer Mathematik, Physik und Biologie sein Studium ab.

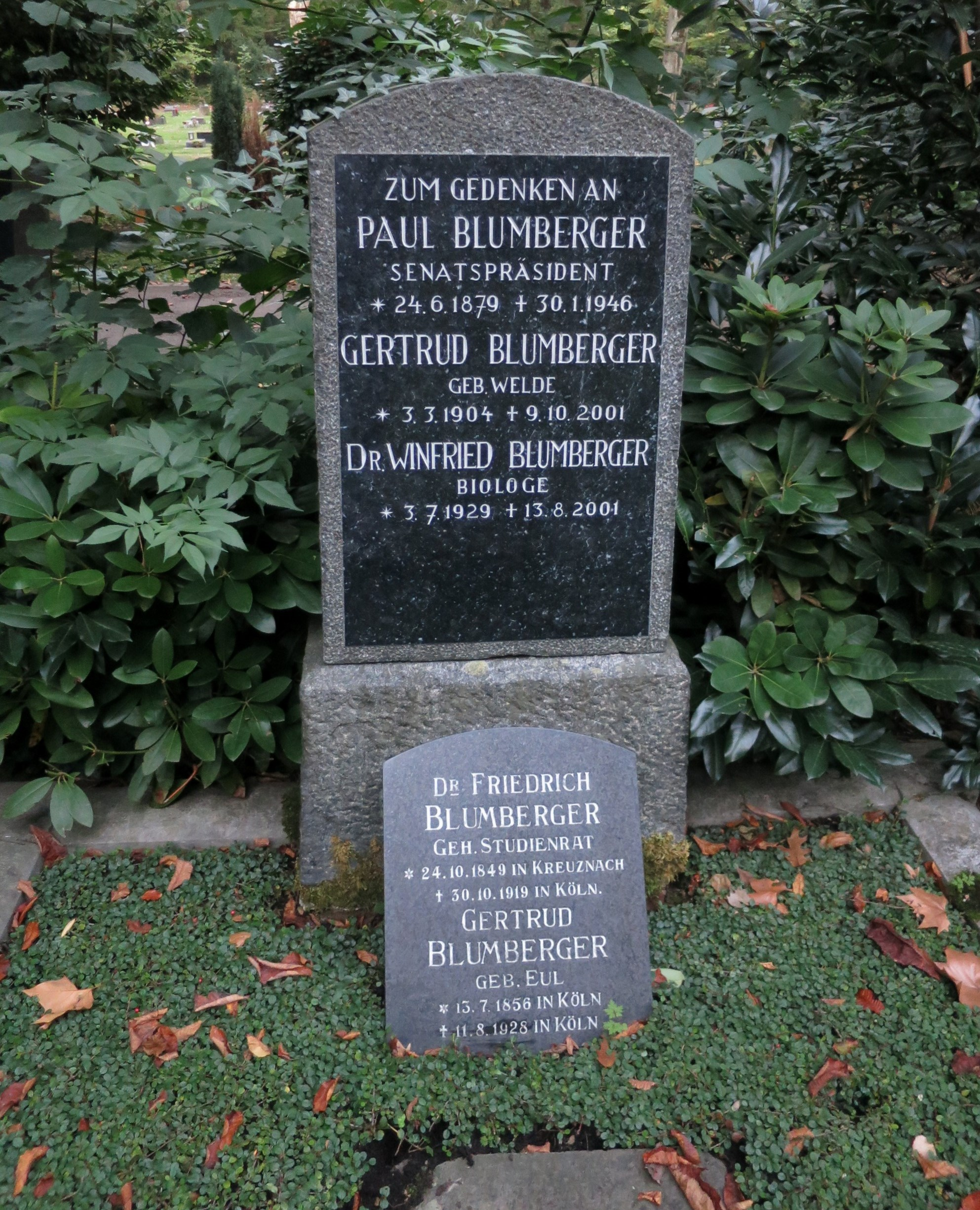
Grabstätte Blumberger

Danach war er kurzfristig als Lehrer an Kölner Gymnasien beschäftigt und dann von 1875 bis 1885 am Realgymnasium Klosterstraße in Düsseldorf angestellt.
Ab 1885 war er als Königlichen Kreisschulinspektor für den Landkreis Düsseldorf tätig und wechselte 1888 als Kreisschulinspektor nach Köln. Dort übertrug man ihm die Aufsicht über die Volks- und Privatschulen in der Kölner Neustadt und in den Vororten sowie die Leitung der Bildungsanstalt für Elementarlehrerinnen.
Von 1898 bis zu seinem Tod leitete er das heutige Gymnasium Königin-Luise-Schule.
Als Schriftsteller publizierte er verschiedene Schulbücher bzw. pädagogische Werke sowie 1907 den Roman Roman aus dem Nahetal.
Blumberger starb 1919 wenige Tage nach seinem 70. Geburtstag. Er wurde im Familiengrab auf dem Kölner Friedhof Melaten (Flur 78) beigesetzt. 

## Werke
- Altdüsseldorf. 1. Teil. die niederrheinische Fehde bis zur Erhebung Düsseldorfs zur Stadt. – Jakob von Baden, Düsseldorf 1884
- Über Jugendspiele : Beitrag zur Würdigung der Bewegung zur Verbreitung der Jugend- und Volksspiele Verl.-Anst., Köln 1894
- Einführung in die Pädagogik in drei Teilen (1. Einführung in die Psychologie, allgem. Unterrichtslehre und Schulkunde 1893; 2. Methodik der einzelnen Unterrichtsfächer 1904; 3. Übersicht über die Geschichte der  Pädagogik u. allgem. Schulkunde 1907. Dumont Schauberg Buchhandlung), Köln 1893–1907
- Einführung in die Haushaltungskunde. In drei Teilen in einem Band, Ferdinand Hirt, 1903
- Altkreuznach : Roman aus dem Nahetal Verlagsbuchhandlung Ahn, Berlin 1907
- Neue Fabeln und Parabeln und Erzählungen für die Jugend Verlagsbuchhandlung Ahn, Berlin 1908